# Filippo Basile
Filippo Basile (Palermo, 10 gennaio 1961 – Palermo, 5 luglio 1999) è stato un funzionario italiano,  vittima di cosa nostra.
Dipendente della Regione Siciliana, prima di lui era stato ucciso un altro funzionario, circa dieci anni prima, Giovanni Bonsignore.

## Biografia
Nato a Palermo il 10 gennaio del 1961, completa gli studi obbligatori e frequenta il liceo classico Umberto I, trovandosi allievo del prof. Franco Salvo di cui riconoscerà il contributo quasi "paterno" alla sua formazione culturale e spirituale. Dopo la maturità si iscrive presso l'Università degli studi di Palermo, dove il 25 marzo 1986 consegue la laurea in Economia e commercio, con il massimo dei voti. Nel 1989 viene assunto come dirigente presso la Regione Siciliana.
Viene ucciso da Ignazio Gilberti il pomeriggio del 5 luglio 1999, all'uscita dagli uffici amministrativi; il mandante viene identificato in Antonino Velio Sprio, un collega di Basile di cui lui stesso aveva iniziato le pratiche per il licenziamento, essendo quest'ultimo accusato di associazione a delinquere e tentato omicidio.